# Roger Bourrat
Roger Bourrat, né à Saint-Martin-en-Haut le 17 février 1925 et mort à Rodez le 27 juin 1991, est un prélat français, évêque de Rodez de 1974 à 1991. 

## Biographie
Né le 17 février 1925, Roger Bourrat est ordonné prêtre le 29 juin 1950.
Le 30 mai 1974, il est nommé évêque de Rodez à la suite du décès de Jean Ménard survenu un an plus tôt. 
En 1990, pour des raisons de santé, il reçoit un coadjuteur en la personne de Bellino Ghirard, et il démissionnera en sa faveur le 1er juin 1991. Il décède peu de temps après, le 27 juin 1991.